# 菱形二十面體
在幾何學中，菱形二十面體是一個形如扁球體的凸二十面體，由20個全等的黃金菱形組成，屬於環帶多面體。菱形二十面體可以視為移除了中間10個菱形環的菱形三十面體，
由結晶學家葉夫格拉夫·費多羅夫於1885年發現。
菱形二十面體由二十個菱形組成，其中包含了三種頂點，分別為三個菱形面的公共頂點、四個菱形面的公共頂點以及五個菱形面的公共頂點。整個圖形可分為上下兩部分，上下分別有10個菱形，分界於其赤道面。
儘管菱形二十面體的所有面都是全等的，但其不具備面可遞的特性，因為可以通過檢查該面周圍的頂點類型來區分該面是靠近赤道還是靠近極點。

## 性質
菱形二十面體共由20個面、40條邊和22個頂點組成，在其20個面中，每個面都是全等的黃金菱形:179；在其22個頂點中，有10個頂點是三個菱形的公共頂點（對應對偶多面體的三角形面）、有10個頂點是四個菱形的公共頂點（對應對偶多面體的四邊形）和2個五個菱形的公共頂點（對應對偶多面體的五邊形）。
菱形二十面體所有面皆全等，但不具備面可遞的特性，因為可以通過檢查該面周圍的頂點類型來區分該面是靠近赤道還是靠近極點，這個立體在赤道面和極點處有明顯差異。而面可遞的要求是任兩個面要可以透過平移、旋轉或鏡射等幾何變換將一個面變換到另一個面，並且變換完後立體要佔有相同的空間區域，然而赤道面附近的面和極點附近的面無法達到此一要求，故菱形二十面體不是一個面可遞的立體。

### 體積與表面積
若菱形二十面體的邊長為{\displaystyle a}，則其體積{\displaystyle V}與表面積{\displaystyle A}為：
{\displaystyle V=2{\sqrt {5+2{\sqrt {5}}}}a^{3}}
{\displaystyle A=8{\sqrt {5}}a^{2}}

## 環帶多面體
菱形二十面體是一種環帶多面體，為五種黃金等面環帶多面體之一。
菱形二十面體有五組互相平行的邊，每組有8條邊，可以用85帶來描述。
|  | 菱形二十面體的邊可以分為5組互相平行的邊，可在正交投影中觀察到 |

菱形二十面體可以視為將五维超正方体以頂點優先投影到三維空間的凸包。五维超正方体的32個頂點映射到菱形二十面體的22個外部頂點，其餘10個頂點於投影結果的內部形成五角反棱柱。
同理，若將四維超正方體投影到三維空間則可以形成比林斯基十二面體、六維超立方體則是形成菱形三十面體。

## 對偶多面體
菱形二十面體對應的對偶多面體由正三角形、正五邊形和非正多邊形的四邊形組成，擁有與異相雙五角台塔相同的面數、邊數和頂點數但拓樸結構不相同。

菱形二十面體的對偶多面體
與對偶多面體對應的菱形二十面體

## 相關多面體
菱形二十面體可以透過移除菱形三十面體中間的10個菱形面來構造。
| 菱形三十面體可以視為中間加入柱體的菱形二十面體 | 菱形二十面體和菱形三十面體都存在相同的十倍對稱性正交投影 |

### 異相雙五角台塔的對偶多面體
異相雙五角台塔的對偶多面體又稱五方偏方面體柱（Elongated pentagonal trapezohedron）有著與菱形二十面體相同的面數、邊數和頂點數，但拓樸結構不相同。其極點變為5個鳶形的公共頂點，而菱形二十面體是5個黃金菱形的公共頂點；赤道上的環變為由10個平行四邊形構成，而菱形二十面體是由10個黃金菱形組成。
其名稱五方偏方面體柱來自於五方偏方面體與柱體的組合，因為這種立體以可透過在五方偏方面體以中間的扭歪十邊形分成上下兩部分，並在中間插入柱狀立體來構成，因此又可以稱為拉長的五方偏方面體（Elongated pentagonal trapezohedron）。

異相雙五角台塔的對偶多面體
與對偶多面體對應的異相雙五角台塔